# البراجماتية المحدثة
البراجماتية المحدثة وأحيانًا يُطلق عليها البراجماتية اللغوية هي مصطلح فلسفي حديث مستخدم (منذ الستينيات) يطلق على الفلسفة التي تعيد تقديم مفاهيم عديدة منبثقة من البراجماتية. ويعرّف قاموس بلاكويل الفسلفة الغربية (2004) «البراجماتية المحدثة» على النحو التالي: «نموذج من البراجماتية ظهر في فترة ما بعد الحداثة وضعه الفيلسوف الأمريكي ريتشارد رورتي مستلهمًا من أعمال الكتّاب الآخرين مثل جون ديوي، ومارتن هايدجر، وويلفريد سيلرز، وكواين، وجاك دريدا. ويفند هذا المصلطح فكرة الحقيقة الكونية، والمنهج التأسيسي لنظرية المعرفة، والنزعة التمثيلية، وفكرة الموضوعية المعرفية. ويعتبر منهجًا اسميًا ينكر أن الأنواع الطبيعية والكيانات اللغوية لديها آثار وجودية جوهرية. وفي الوقت الذي تركز فيه البراجماتية التقليدية على التجربة، يركز رورتي على اللغة. إن اكتساب اللغة مرتهنًا بالاستخدام، ويتم توصيل المعنى باستخدام الكلمات بالأساليب المألوفة. ويُنظر إلى الذات أنها» شبكة لامركزية من المعتقدات والرغبات«، وينكر رورتي أن موضوع العلوم الإنسانية يمكن دراسته بنفس الطرق التي تتم بها دراسة موضوع العلوم الطبيعية.»
قد ارتبطت بمجموعة متنوعة من المفكرين الآخرين أيضًا، ومن بينهم هيلاري بيوتنام، وويلارد فان أورمان كواين، ودونالد ديفيدسون وستانلي فيش بالرغم أنه لم يطلق أحد من هذه الأعلام على نفسه «براجماتي محدث».

## الخلفية
يعتمد البراجماتيون المحدثون، وخاصة رورتي وبيوتنام، على أفكار البراجماتيين التقليديين مثل تشارلز ساندرز بيرس، وويليام جيمس، وجون ديوي. وقام بيوتنام في مؤلفه الكلمات والحياة (1994) بتعديد الأفكار التي تقوم عليها الثقافة البراجماتية التقليدية، والتي اعتبرها البراجماتيون المحدثون قاهرة إلى أقصى حد. ويمكن إعادة صياغة عبارات بيوتنام من خلال النقاط التالية وهي:
1. الشك التام (الفكرة التي تقول أن الإيمان بالشك الفلسفي يتطلب الكثير من المبررات مثل المعتقدات الأخرى)؛
2. التخطيئية (الرأي القائل بأنه لا توجد ضمانات غيبية تجاه الحاجة لمراجعة معتقد ما)؛
3. اللأثنائية حول «الحقائق» و«القيم»؛
4. أن التجربة، التي تم تفسيرها كما ينبغي، تعتبر أمرًا مقدمًا في الفلسفة.

## كتابات رورتي
في عام 1995 كتب رورتي:
«أتعامل مع اللغويات مقتفيًا أثر الكثير من الفلاسفة قبل تحولهم إلى مجال اللغويات بقدر المستطاع، وهذا لأتمكن من مطالعة أفكارهم كرسل المدينة الفاضلة التي تتلاشى فيها جميع المشكلات الغيبية وحيث أفسح الدين والعلم لهم مكانًا للتميز في الشعر.»
يهدف هذا «التحول اللغوي» إلى تجنب ما يراه رورتي من الجوهريات («الحقيقة»، و«الواقعية»، و«التجربة») التي لا تزال تظهر في العملية التقليدية. كتب رورتي قائلاً:
"تمكنت الفلسفة التحليلية بفضل تركيزها على اللغة، من الدفاع عن بعض الأطروحات البراجماتية المهمة بطريقة أفضل من طريقة جيمس وديوي أنفسهما. [...] بتركيز اهتمامنا على العلاقة بين اللغة وباقي العالم أكثر من العلاقة التي بين التجربة والطبيعة، تمكنت الفلسفة التحليلية لما بعد الوضعية من إحداث اختلافًا أكثر راديكالية عن التقاليد الفلسفية.

## ثلاث حركات أساسية
قامت البراجماتية اللغوية بتنقيح البراجماتية في ثلاث حركات أساسية. أولاً، امتداح البراجماتيين مثل جيمس وديوي لتفنيدهم مجموعة من الأساليب والأهداف التي تضمنتها الفلسفة التقليدية. ثانيًا، رفض محاولاتهم لإعادة بناء ما لا ينبغي إعادة بنائه. وأخيرًا، قبول فكرة أن اللغة هي الوحيدة القادرة على توفير مادة الفلسفة. وبمجرد إكمال هذه الخطوة يمكن للمرء أن يُبدع بكل حرية حتى ولو كان إبداعه شعريًا وذلك لخدمة أي غاية يراها الأفضل.
يكتب كثير من الأفراد في الوقت الحالي حول «البراجماتية المحدثة» ولذلك يمكن التنبؤ بأن حصيلة التعريفات ستزداد.

## قراءات إضافية
- Macarthur, David. “Pragmatism, Metaphysical Quietism and the Problem of Normativity,” Philosophical Topics vol. 36 no. 1 (2009)